# Hackers on Planet Earth

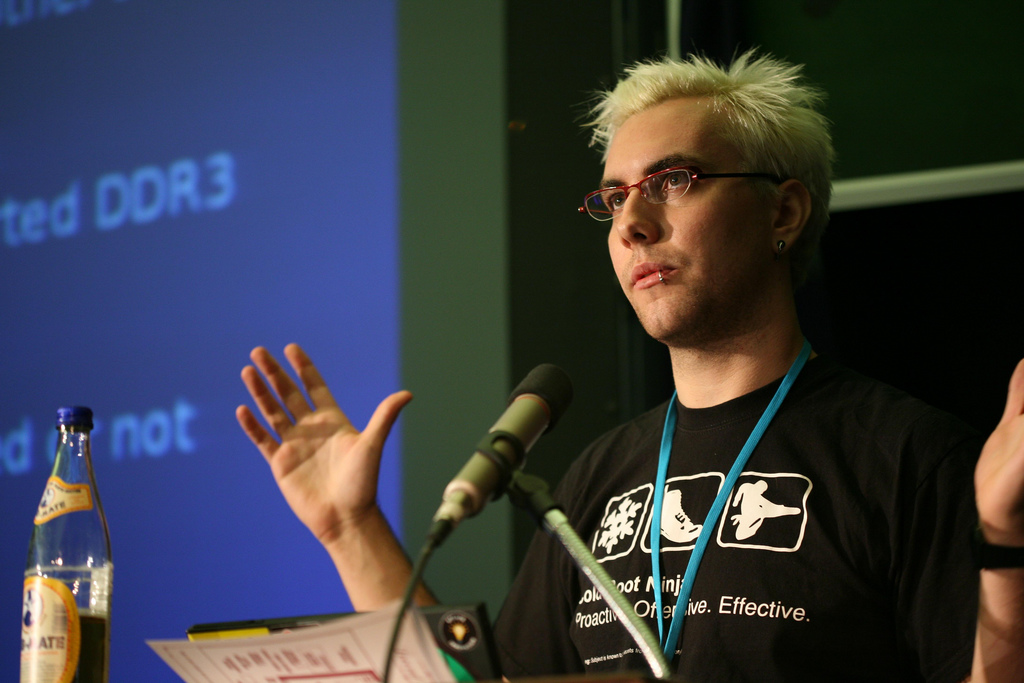
Jacob Appelbaum auf der Veranstaltung von 2008

Hackers on Planet Earth (deutsch: Hacker auf dem Planeten Erde) oder H.O.P.E. (deutsch: Hoffnung) ist eine Reihe von Konferenzen, die durch die Hacker-Zeitschrift 2600 gefördert werden. Emmanuel Goldstein (Pseudonym von Eric Corley), der Chefredakteur der Zeitschrift, gilt als Leiter der Veranstaltung. Seit 1994 fanden zehn Veranstaltungen statt.

## Konferenzen

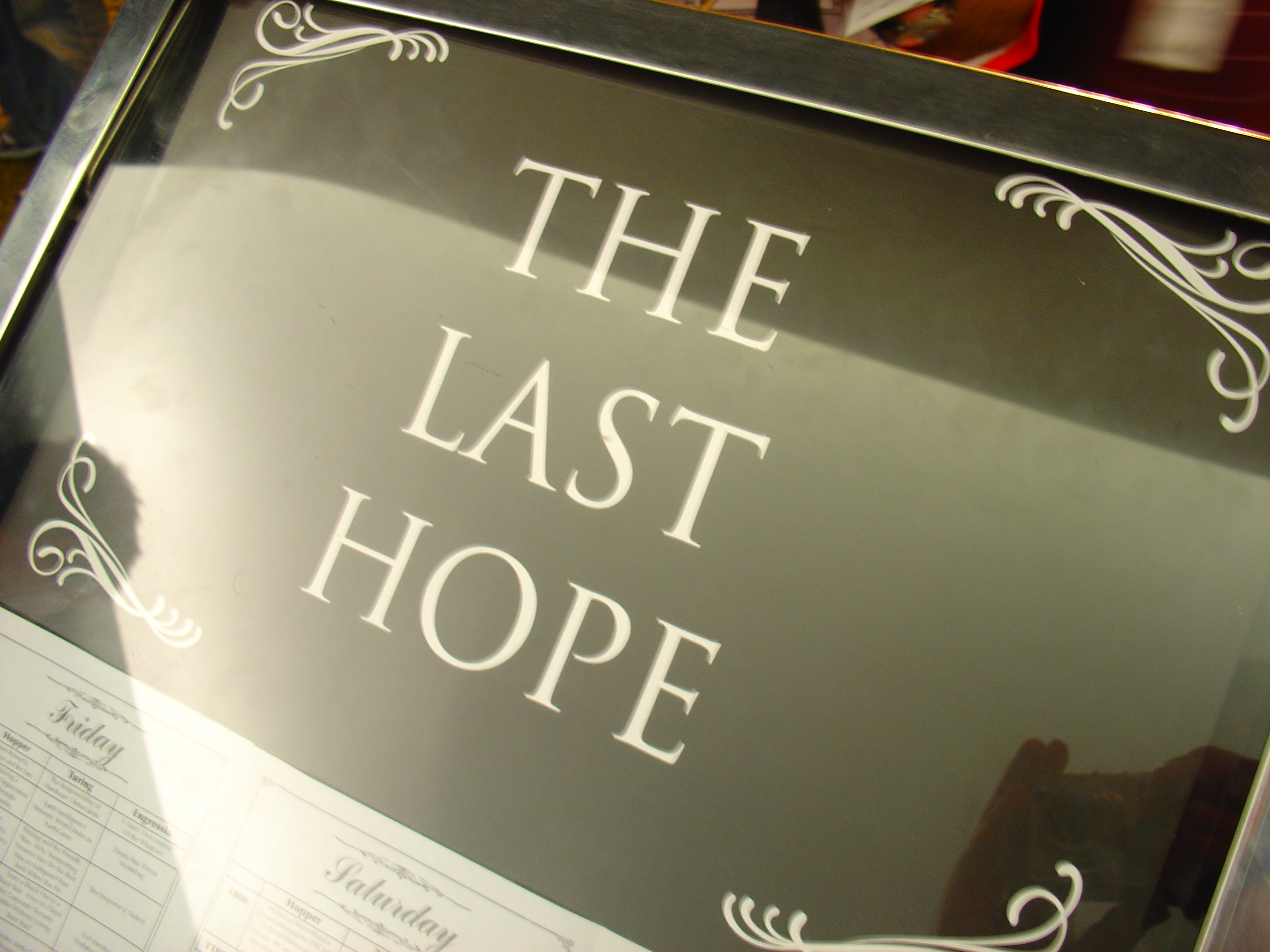
The Last HOPE, 2008.

1. Die erste Konferenz mit dem Namen H.O.P.E Hackers on Planet Earth fand anlässlich des 10-jährigen Bestehens des 2600-Magazins vom 13. bis 14. August 1994 in New York City statt. Mehr als 1000 Teilnehmer, einschließlich der aus der ganzen Welt kommenden Sprecher, nahmen an ihr teil. Die Anmeldung beinhaltete einen Zugang zum 28,8 kb/s schnellen lokalen Netzwerk.
2. An der zweiten Konferenz Beyond H.O.P.E. im Puck Building, ebenfalls in New York, nahmen drei Jahre später (8. bis 10. August 1997) bereits 2000 Teilnehmer teil. Diesmal wurde das Event von der Bell Gruppe finanziert. Es gab auch erstmals eine Live-Sendung von Off the Hook[1]. Die Anmeldung beinhaltete diesmal den Zugang zu dem 10 Mb/s schnellen lokalen Netzwerk. Nach der Konferenz soll der Hacker Emmanuel Goldstein 14 Stunden geschlafen haben.
3. Die H2K fand vom 14. bis zum 16. Juli 2000 im Hotel Pennsylvania (New York City) statt. Mehr als 2300 Menschen nahmen an dieser Konferenz teil, und es war die erste H.O.P.E.-Konferenz, die rund um die Uhr geöffnet war. Jello Biafra gab einen Vortrag über die Historie des kulturellen Austauschs zwischen den Punk-Rock-Ikonen/Aktivisten für freie Meinungsäußerung und der Hacker-Gemeinschaft. Die Electronic Frontier Foundation sammelte tausende Dollar, und die Anmeldung beinhaltete diesmal den Zugang zu einer T1-Internet-Verbindung.
4. Die H2K2 fand vom 12. bis zum 14. Juli 2002[2][3] im selben Gebäude wie ihre Vorgängerin statt. Auch diese Konferenz lief ganztägig ab. Ihr Hauptthema war das Homeland Security Advisory System. Es fanden immer zwei Vorträge gleichzeitig statt, ein dritter Raum bot die Möglichkeit, spontane Vorträge zu halten.
5. The Fifth Hope (9. bis 11. Juni 2004)[4] war, wie der englische Titel besagt, die fünfte Konferenz. Ihr Thema war die Propaganda. Abermals gab es eine Live-Sendung von Off the Hook. Vorträge wurden unter anderen von Kevin Mitnick, Steve Wozniak und Jello Biafra gehalten.
6. Auch die Hope Number Six (21. Juli 2006 bis 23. Juli 2006) fand im Hotel Pennsylvania in New York City statt.[5]
7. Die siebte Konferenz, The Last HOPE, fand vom 18. bis zum 20. Juli 2008[6] in der inzwischen bewährten Örtlichkeit statt. Zum ersten Mal wurde ein Internetforum zur Beteiligung an den Vorbereitungen der Veranstaltung eingerichtet. Steven Levy hielt eine Grundsatzrede. Vorträge wurden unter anderem von Kevin Mitnick, Steve Rambam, Jello Biafra, und Adam Savage gehalten.
8. Die achte Konferenz, The Next HOPE, fand vom 16. bis 18. Juli 2010[7] wiederum im Hotel Pennsylvania statt. In Zusammenhang mit dem Vorgehen der USA gegen WikiLeaks sagte Julian Assange seine Teilnahme ab, nachdem er von Beamten des Heimatschutzministeriums gesucht wurde. An seiner Stelle sprach Jacob Appelbaum, der zwei Jahre vorher schon über Kaltstartattacken gesprochen hatte. Nach seiner Rede wurde er durch ein Double ersetzt, um die Veranstaltung unbemerkt verlassen zu können und im Monat darauf bei der Einreise in die Vereinigten Staaten kurzfristig festgenommen.[8][9][10]
9. Die neunte Konferenz, HOPE Number Nine, fand vom 13. bis 15. Juli 2012[11] im Hotel Pennsylvania statt. Keynotes wurden von der Aktivistengruppe The Yes Men (vertreten durch Jacques Servin und Vermin Supreme) sowie dem NSA-Whistleblower William Binney gehalten.
10. Die zehnte Konferenz, HOPE X, fand vom 18. bis 20. Juli 2014[12] im Hotel Pennsylvania statt. Vorträge hielten u. a. Daniel Ellsberg und Edward Snowden. Johannes Grenzfurthner hielt einen kritischen Vortrag über das "Rockstar-Märtyrertum" in der Hackerszene und kritisierte Persönlichkeiten wie Julian Assange, Jacob Appelbaum und auch den Keynote-Speaker Edward Snowden.[13]
11. Die elfte Konferenz, HOPE XI, fand vom 22. bis 24. Juli 2016 im Hotel Pennsylvania statt.
12. Die zwölfte Konferenz, The Circle of HOPE (HOPE 12), fand vom 20. bis 22. Juli 2018 im Hotel Pennsylvania statt.
13. Die dreizehnte Konferenz fand wegen der COVID-Pandemie rein virtuell statt.
14. Die vierzehnte Konferenz fand unter dem Titel A New HOPE wieder im Realraum statt. Der Veranstaltungsort war aber erstmals die St. John’s University in Queens, New York, da das Hotel Pennsylvania abgerissen wurde.
15. Die fünfzehnte Konferenz findet wieder am Gelände der St. John’s University in Queens, New York, statt. Als Keynote-Speaker ist Cory Doctorow angekündigt. Die USA-Premiere der Dokumentation Hacking at Leaves ist auch Teil des Programms.